# 神田川 (東京都)
神田川（かんだがわ）は、東京都を流れる一級河川。
東京都三鷹市井の頭恩賜公園内にある井の頭池に源を発して東へ流れ、現在は、台東区、中央区と墨田区の境界にある両国橋脇で隅田川に合流し、荒川水系の支流である。元の河口は日比谷入江であり、荒川には合流していなかった。
流路延長24.6 km、流域面積105.0 km2と、東京都内における中小河川としては最大規模で、都心を流れているにも拘らず全区間にわたり開渠であることは極めて稀である。
フォークグループかぐや姫の楽曲『神田川』の題材になっていることでも有名である。

## 名称
かつては平川と呼ばれ、現在の飯田橋付近から現在の日本橋川を通って日比谷入江に流れていたが、江戸幕府による度重なる普請と瀬替えが行われ、現在の流路となった。
江戸市中への上水が引かれてからは上流を神田上水、下流を江戸川と呼び、さらに開削された神田山から下流は神田川と呼ばれるようになった。明治になり神田上水が廃止されてからは上流も神田川と呼ばれるようになり、昭和の河川法改正によって全て神田川の呼称で統一された。
別称
神田川の中流域の中でも今日の都電荒川線早稲田停留場付近（関口の石堰があった）から飯田橋駅付近（日本橋川と分かれる）まで約2.1キロメートルの区間は「江戸川」と呼ばれていた。この部分も1970年8月に「神田川」に名称が統一されることとなったため、これに由来する地名の多くは1966年までにその名を消したが、江戸川橋駅及びその由来である橋梁、文京区立江戸川公園などにその名をとどめている。なお、明治末頃まで、石切橋から隆慶橋間の両岸は、東京市内屈指の桜の名所と言われた。

## 歴史

### 江戸市中の上水整備と平川の改修

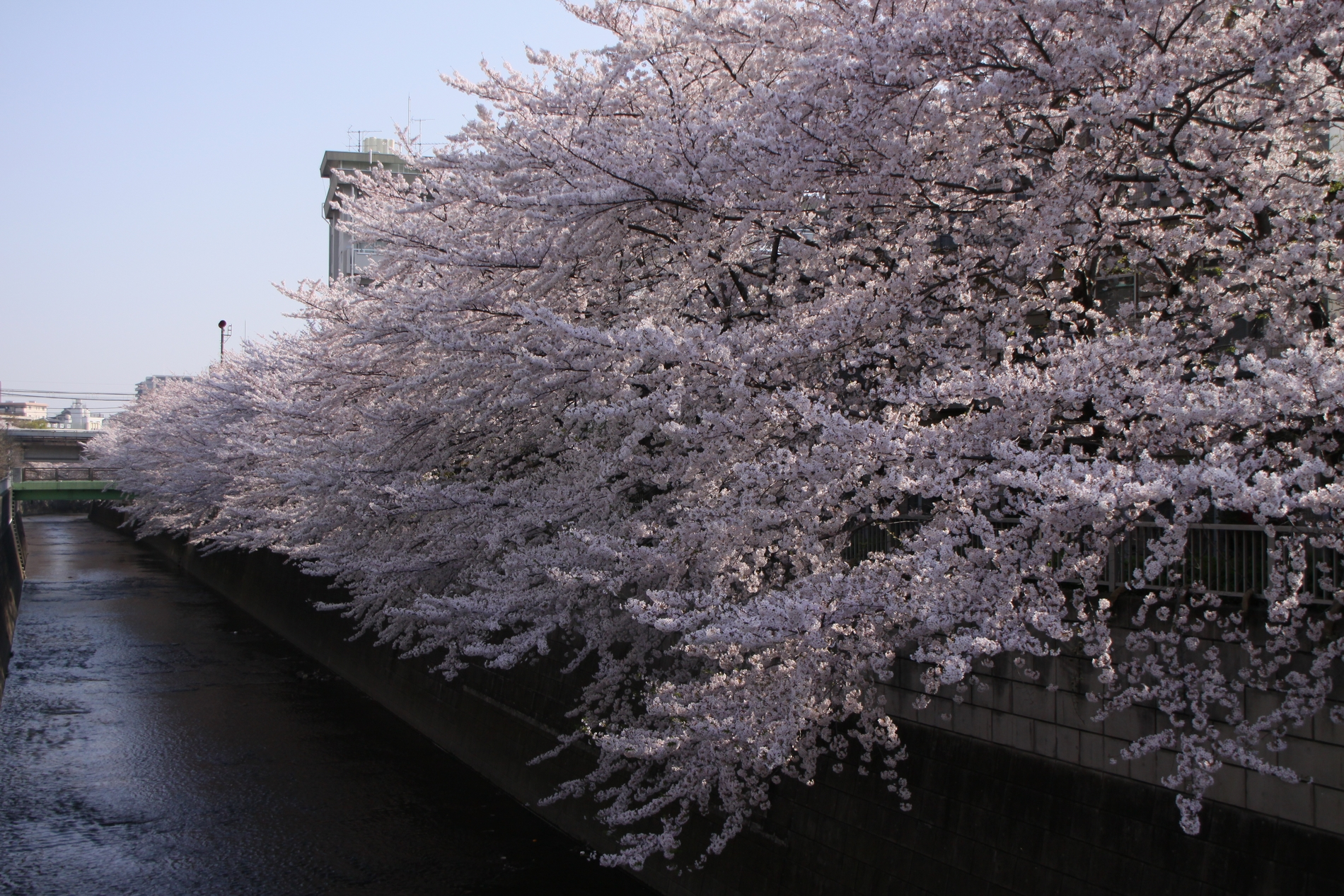
桜が満開な神田川
南小滝橋で撮影（東京都新宿区/中野区）

神田川の前身である平川は、台地ハケからの湧水や雨水を多く集め、武蔵国豊嶋郡と荏原郡との境界をなす大きな川だった。
1590年（天正18年）に徳川家康が江戸に入府。江戸城を普請する上で深刻だったのは、江戸城内へ飲料水の確保と、武蔵野台地上の洪水だった。

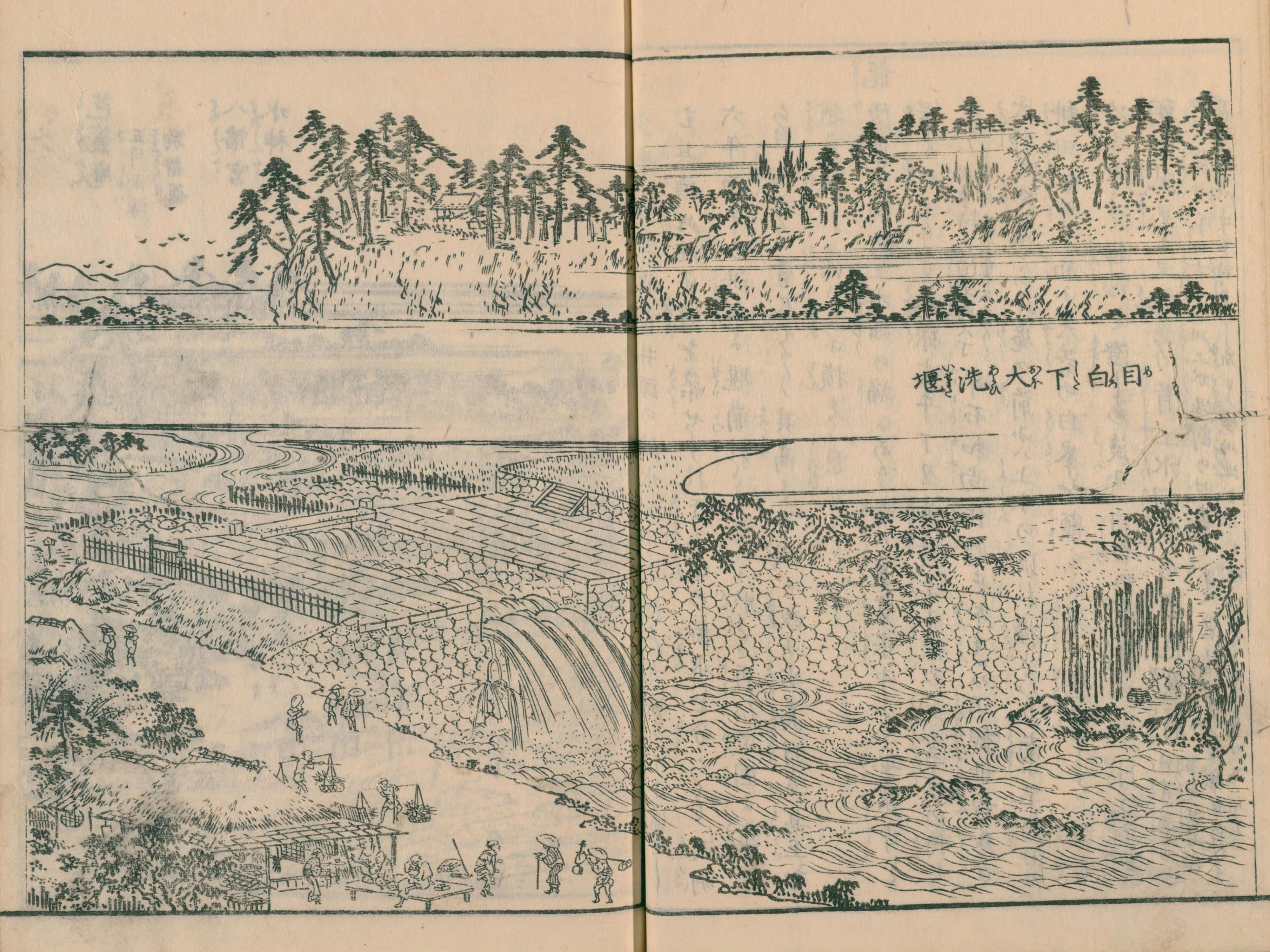
『江戸名所図会』（1836年）に描かれた神田上水の「目白下大洗堰」（現在の文京区関口大滝橋付近）

潮汐のため平川は現在の江戸川橋あたりまで海水が遡上して飲料水に適さず、また沿岸の井戸も鹹水が混じった。平川の普請は、まずは江戸市中の飲料水確保のために行われた。
家康家臣の大久保忠行は小石川上水を整備して主に江戸城内への用水としていたが、城下を含めより多くの上水を確保する必要から、豊富な真水の水源を有した井の頭池に加え、善福寺池からの善福寺川、妙正寺池からの妙正寺川も平川に集めて神田上水を整備した。目白下（現在の文京区関口大滝橋付近）に石堰を作って海水の遡上を防ぎ、分水を平川の北側崕に沿って通していた。これは下流への高低差を確保することと、洪水によって水道施設が破壊されてしまうのを防ぐ目的もあった。川の本流から水戸藩上屋敷（現在の小石川後楽園）を通った後に懸樋（空中を通した水道で、これが水道橋の由来）や伏樋（地中の水道）により現在の本郷、神田から南は京橋付近まで水を供給した。石堰から下流は江戸川（現在の江戸川と区別するため以下この節では「旧・平川」とする）と呼ばれた。
次に、江戸城拡張のため、江戸前島の日比谷入江に面していた老月村、桜田村、日比谷村といった漁師町を移転させて入江を埋め立て、江戸前島の尾根道だった小田原道を東海道とし、その西側に旧・平川の河道を導いて隅田川に通じる道三堀とつなぎ、江戸前島を貫通する流路を新たに開削して江戸城の外濠（外濠川とも）とした。
これらは家康が将軍を任官する以前の普請であり徳川家のみで行われていた。旧・平川に架けられた橋や河岸、蔵地、埋め立てた日比谷入江に建てられた大名屋敷（大名小路）は、大規模な氾濫で度々流されていたが、慶長8年（1603年）に江戸幕府を開いてからは大名に課した天下普請として大規模に行われるようになる。
この頃、急増した江戸の人口を潤すための上水は既に足りなくなり始めており、1653年（承応2年）に新たに玉川上水が引かれ、主に江戸の西部から南部にかけて供給された。

### 天下普請による瀬替え
第二代将軍徳川秀忠の時代には、旧・平川下流域の洪水対策と外濠機能の強化として、神田山（本郷台地）に当って南流していた流路を東に付け替える工事が行われた。1620年（元和6年）、秀忠の命を受け、仙台藩祖の伊達政宗が現在の飯田橋駅近くの牛込橋付近から秋葉原駅近くの和泉橋までの開削を担当した。小石川見附門（現在の三崎橋付近）から東に神田山を切り通して湯島台と駿河台とに分け、現在の御茶の水に人工の谷（茗渓）を開削した。このため、この区間は特に「仙台堀」あるいは「伊達堀」とも呼ばれる。本郷台地の東では旧石神井川の河道を流れる小河川と合流させて真東に向かい、現在の浅草橋や柳橋の東で隅田川に合流させた。開削当初の「仙台堀」は川幅が狭く洪水を解消する機能にも事欠いたが、幕府は河川舟運に供するため拡幅するよう仙台藩第4代藩主伊達綱村に命じ、1660年（万治3年）より拡幅工事がなされた。この拡幅された掘割から河口までを神田川と呼んだ。広く開削された旧・平川を舟運が船河原橋（ほぼ現在の飯田橋）まで通じるようになった。
一方、小石川見附門から南流する旧・平川は現在の九段下付近まで埋め立てられて神田川と切り離され堀留となった（元飯田町堀留）。かつての外濠から内濠となったこの堀留は飯田川とも呼ばれ、道三堀からの舟運を導いて河岸も建っていた。しかしその後も川の氾濫は頻発し、開削した神田川と、谷田川や大川（隅田川）と重なり日本橋地域から江戸城下を氾濫させていたため、筋違橋御門から下流の神田川南岸に築土して（柳原土手）城下を守った。

### 水運の活発化による河川再整備
明治に入り、物流の水運利用が活発になり川にはさらに多くの河岸が建った。上流から紅梅河岸、昌平河岸、佐久間河岸、鞍地河岸、柳原河岸、左衛門河岸などがあった。1883年（明治16年）には浜町川が延伸（岩井川）して神田川と接続、また埋め立てていた飯田川の北側を再開削して再び神田川と結び、これが現在の日本橋川となった。1890年（明治23年）には日本鉄道の秋葉原貨物駅が開業し、佐久間河岸からの掘割が引かれ、さらにこの地に1923年（大正12年）の関東大震災後に神田多町から神田青物市場が移転して周辺は物流拠点になっていた。1937年（昭和12年）には河川改修よって関口の神田上水石堰も取り除かれた。
第二次世界大戦後の高度経済成長期には生活排水の流入により水質が悪化し「死の川」と呼ばれたが、周辺部に落合水再生センターなどの下水道網、下水道処理施設の整備が進み、元々湧水が多いことなどから近年は水質が大幅に改善。鯉や鮎、鮒などが生息するようになった。鮎は1993年（平成5年）から毎年確認されている。
また、1957年（昭和32年）の台風22号、1966年（昭和41年）の台風6号などにより氾濫を繰り返したため、洪水で有名となった。1980年代以降の川岸整備や放水路の増設によって治水対策が進んだが、水害リスクは常にあり（後述）、神田川やその支流の流域自治体は川沿いの浸水リスクをハザードマップで警告している。
治水対策に伴う整備で高戸橋から江戸川橋にかけて植栽された桜が大きく育ち、花見シーズンには多くの人が訪れる。

## 神田川の治水事業
江戸時代には洪水による橋の流失など水害が頻繁に発生していた。現代に至るまで治水の努力が続けられているが、都市河川となった現在も溢水の危険をはらんでいる。戦後は流域の急激な都市開発に河川改修が追いつかず、保水や遊水の機能が低下していた。1958年（昭和33年）の狩野川台風による大水害は、城東の低地での水害に加えてそれまで認識されなかった「山の手水害」を引き起こした。
高度経済成長期に、それなりの河川改修が行われてはいたものの後手を踏んでいる状態であり、1981年（昭和56年）の新聞の投書欄では高田馬場の住民が「ここに住んで23年、床上浸水9回、床下浸水23回。毎度毎度たまりません。」と神田川沿いに住む苦労を伝えている。
1986年（昭和61年）、全国の総合治水対策が必要な17河川の一つに選定され、1989年（平成元年）に協議会が発足、時間雨量50 mmに対応する対策として段階的に分水路や貯水池などが建設された。神田川は流域の市街化率が全国でトップの97％（2009年度時点）にも達し、対策が難しい河川になっているが、対策は一定の効果を上げていた。しかし、2005年9月の平成17年台風第14号により活発化した前線から観測史上最多となる時間雨量100 mmを超える降雨災害が発生し、特に支流の妙正寺川は護岸が破壊されるほどの被害が出た。2007年（平成19年）8月、東京都は『東京都豪雨対策基本方針』を策定し、時間雨量75 mmまでの対応強化を目標として整備が続けられている。
2023年6月に都内を襲った、令和5年台風第2号と梅雨前線による豪雨では、2025年3月末の供用開始を目指して東京都が地下に建設中だった下高井戸調節池（杉並区）が水を貯え、氾濫を防いだ。

## 流域

### 流域の自治体
東京都
三鷹市、杉並区、中野区、新宿区、豊島区、文京区、千代田区、台東区、中央区

### 主な支流
- 善福寺川：杉並区和田1丁目で合流
- 妙正寺川：新宿区下落合1丁目で合流（高田馬場分水路）
  - 江古田川
- 和泉川：新宿区西新宿5丁目で合流、現在は暗渠、上部は一部緑道。
- 桃園川：中野区東中野1丁目で合流、現在は暗渠、上部は緑道。
- 水窪川：文京区音羽1丁目で合流、現在は暗渠。
  - 弦巻川
- 皇居外濠（牛込濠、新見附濠、市ヶ谷濠）
- （派川）日本橋川
- （派川）亀島川

### 分水路、貯水池
- 江古田川
  - 北江古田調整池 1986年[18] - 江古田の森公園
- 妙正寺川
  - 鷺ノ宮調整池 2013年[18] - 白鷺せせらぎ公園
  - 妙正寺川第一調整池 1987年[18] - 妙正寺川公園（中野区）
  - 妙正寺川第二調整池 1995年[18] - 妙正寺川公園（新宿区）
  - 神田川・環状七号線地下調節池 2005年[18] （妙正寺川取水施設（沼栄橋公園内）- 梅里換気塔（梅里公園内） - 善福寺川取水施設（定塚橋公園内）- 神田川取水施設（泉南緑地内） - 杉並区方南1丁目付近）
  - 上高田調整池 1997年[18] - 中野区上高田運動場
  - 落合町整池 1995年[18] - 新宿区落合公園
- 神田川
  - 高田馬場分水路（新宿区） 1982年[18] - 下落合1丁目付近（妙正寺川はそのままこの分水路へ向かい、かつての合流河道が都有地として残っている） - 豊島区高田3丁目（高戸橋上流）
  - 江戸川橋分水路（文京区） 1977年[18] 江戸川橋下流 - 飯田橋付近
  - 水道橋分水路（千代田区） 1986年[18] 飯田橋付近 - 小石川橋下流
  - お茶の水分水路（千代田区） 1999年[18] 水道橋下流 - 丸ノ内線下流開閉口 - 昌平橋下流側
  - 善福寺川調整池（計画中）
  - 和田堀公園調整池（計画中）

- 神田上水 - かつての分水路

## 橋梁
- 水門橋（三鷹市、みすぎ橋までは三鷹市内）
- よしきり橋
- 京王井の頭線井の頭公園駅〜吉祥寺駅間鉄橋
- ゆうやけ橋
- 神田上水橋
- あしはら橋
- 丸山橋（京王井の頭線三鷹台駅前）
- 京王井の頭線久我山駅〜三鷹台駅間鉄橋
- 神田橋
- みすぎ橋（三鷹市）
- みどり橋（杉並区：たつみ橋までは杉並区内）
- 宮下橋
- 宮下人道橋
- 都橋
- 久我山橋（人見街道、京王井の頭線久我山駅前）
- しみず橋
- つきみ橋（京王井の頭線富士見ヶ丘駅そば）
- 高砂橋
- あかね橋
- むつみ橋
- 錦橋
- やなぎ橋
- あづま橋
- 佃橋（環八通り、京王井の頭線高井戸駅前）

佃橋の下で玉川上水（清流復活事業）由来の再生水が流入
- 高井戸橋
- 正用下橋（しょうようしもばし）
- 池袋橋
- 乙女橋
- 堂ノ下橋
- 塚山橋
- 鎌倉橋
- 梢橋
- 藤和橋
- 八幡橋（はちまんばし）
- むつみ橋
- 弥生橋
- 向陽橋
- 幸福橋
- 神田橋（荒玉水道道路）
- かんな橋
- 永福橋（永福通り）
- ひまわり橋
- 永高橋
- 明風橋（みょうふうばし）
- 神田川橋梁（京王井の頭線永福町駅〜明大前駅間鉄橋）
- 蔵下橋
- 神泉橋（井ノ頭通り）
- 栄泉橋
- 宮前橋
- 中井橋
- 番屋橋
- 一本橋
- 和泉橋
- 弁天橋
- 方南第一橋
- 方南橋（環七通り）
- 上水橋
- たつみ橋（杉並区）
- 向田橋（中野区：高橋までは中野区内）
- 神田橋
- 角田橋
- 睦橋
- 栄橋（方南通り）

善福寺川合流
- 和田見橋
- 富士見橋（東京メトロ丸ノ内線中野富士見町駅前）

以前は、小沢川合流点であった。
- 高砂橋
- 寿橋（中野通り）
- 本郷橋
- 柳橋
- 千代田橋
- 氷川橋
- 中野新橋（東京メトロ丸ノ内線中野新橋駅が近くにある）
- 桜橋
- 花見橋
- 月見橋
- 中ノ橋
- 皐月橋
- 桔梗橋
- 東郷橋
- 長者橋（山手通り）
- 宝橋
- 菖蒲橋（中野区/新宿区：小滝橋までは両区にまたがる橋）

以前は和泉川（他のWebページでは笹塚支流と称されているものが多い）が合流
- 相生橋
- 豊水橋

以前は「神田上水助水路吐口」があった。
- 淀橋（青梅街道）
- 栄橋
- 伏見橋
- 末広橋（大久保通り）

桃園川合流（末広橋横）
- 柏橋
- 新開橋
- 万亀橋
- JR中央線大久保駅〜東中野駅間鉄橋
- 大東橋
- 南小滝橋
- 亀齢橋
- 小滝橋（中野区/新宿区：早稲田通り）
- 久保前橋（新宿区：JR山手線鉄橋までは新宿区内）
- せせらぎ橋

高田馬場分水路呑口
- 新堀橋
- 瀧澤橋

妙正寺川（旧）合流点
- 落合橋
- 宮田橋
- 田島橋
- 清水川橋
- JR山手線高田馬場駅〜目白駅間鉄橋（新宿区）
- 西武新宿線高田馬場駅〜下落合駅間鉄橋（新宿区/豊島区）
- 神高橋（新宿区）
- 高塚橋（豊島区）
- 戸田平橋（豊島区）
- 源水橋（豊島区）
- 高田橋（豊島区：新目白通り）

高田馬場分水路吐口・妙正寺川合流
- 高戸橋（豊島区/新宿区：面影橋までは両区にまたがる橋）（明治通り）
- 曙橋
- 面影橋（都電荒川線面影橋停留場がそばにある）（豊島区/新宿区）
- 三島橋（東京都新宿区）
- 仲之橋（豊島区/新宿区）
- 豊橋（新宿区）
- 駒塚橋（文京区：古川橋までは文京区内）
- 大滝橋

以前の（神田上水）分岐点（堰の跡は現在もあり）
以前は、蟹川が合流
- 一休橋
- 江戸川橋（目白通り、東京メトロ有楽町線江戸川橋駅前にあり、駅名にもなっている）
- 華水橋

（どちらも）以前は、弦巻川合流・水窪川合流　点であった。
- 掃部橋
- 古川橋（文京区）
- 石切橋（文京区/新宿区：船河原橋までは両区にまたがる橋）
- 西江戸川橋
- 小桜橋
- 中ノ橋
- 新白鳥橋

水道橋分水路呑口
- 白鳥橋
- 新隆慶橋
- 隆慶橋
- 船河原橋（文京区/新宿区：外堀通り、JR・地下鉄各線飯田橋駅前）

水道橋分水路吐口
- 小石川橋（文京区/千代田区：丸ノ内線鉄橋までは両区にまたがる橋）

日本橋川分流
- 後楽橋
- 後楽園ブリッジ（後楽橋の脇にかかる歩行者専用橋。東京ドームシティへの通行客でにぎわう。）
- 水道橋（白山通り、JR中央線・都営地下鉄三田線水道橋駅の駅名になっている）

お茶の水分水路呑口
- お茶の水橋（本郷通り、JR中央線・総武線・東京メトロ丸ノ内線御茶ノ水駅前）
- 聖橋（本郷通り、御茶ノ水駅前、東京メトロ千代田線新御茶ノ水駅前）
- 御茶ノ水橋梁[19]（東京メトロ丸ノ内線御茶ノ水駅〜淡路町駅間（文京区/千代田区））
- 神田川橋梁（JR総武線秋葉原駅〜御茶ノ水駅間鉄橋（千代田区、美倉橋までは千代田区内））
- 昌平橋（外堀通り）

お茶の水分水路吐口
- 万世橋（国道17号、かつて国鉄中央線・東京地下鉄道万世橋駅（共に廃止）の駅名となっていた）
- JR各線秋葉原駅〜神田駅間鉄橋
- 神田ふれあい橋
- 和泉橋（国道4号）
- 美倉橋（千代田区）
- 左衛門橋（千代田区・台東区/中央区）
- 浅草橋（台東区/中央区：国道6号、JR総武線・都営地下鉄浅草線浅草橋駅の駅名になっている）
- 柳橋（台東区/中央区）